# 湛江经济技术开发区
湛江经济技术开发区是中国广东省湛江市的一个开发区，是1984年11月设立的首批国家级经济技术开发区之一，1985年4月2日正式奠基，规划控制面积9.2平方公里。2006年6月在东海岛扩大规划控制面积10平方公里。2010年4月，湛江经济技术开发区与东海岛经济开发试验区合并，成为新的湛江经济技术开发区。合并后，湛江经济技术开发区的陆地面积达354平方公里，滩涂面积115平方公里，是中国目前最大的国家级经济技术开发区之一。目前，由湛江经济技术开发区管委会代管霞山区的乐华街道、泉庄街道，麻章区的东简街道、东山街道、民安街道和硇洲镇。經濟技術開發區政府駐地為东海岛东山街道。

## 范围
由建成区及产业园区两部分组成。建成区为湛江经济技术开发区最早规划区域，位于霞山区和赤坎区之间的沿海地带，北起文保河，南至绿塘河，西起人民大道（含人民大道西侧150米宽的用地），东至海岸线，现为湛江市中心城区的核心地区。产业园区为东海岛、硇洲岛、东头山岛和南屏岛等区域，包括湛江产业转移工业园、湛江高新技术产业开发区、湛江市东海岛石化产业园等。